# Тудакульское водохранилище
Тудаку́льское водохрани́лище, Тудаку́ль (узб. To‘dako‘l suv ombori / Тўдакўл сув омбори) — естественное водохранилище (иногда именуется озером) в Кызылтепинском районе Навоийской области.
В 2020 году, на побережье водохранилища был открыт новый курорт, туристическая пляжная зона «Silk Road family repost». Через несколько недель Тудакуль и Куйимазарское водохранилище были включены в Рамсарский список (общая площадь 320 км²).
Вода Тудакульского водохранилища частично минерализована и считается горько-солёной.

## Описание
Тудакульское водохранилище расположено в естественном пустынном понижении (высота уреза воды составляет 223,5 м) к востоку от Бухары (в 26 км от города). Поблизости, к юго-западу построено Куйимазарское водохранилище. С юга к Тудакулю подступают пески Падаутау. Тудакуль собирает излишки воды Зеравшана и подпитывается водами Амударьи посредством Аму-Бухарского канала (его концевой части).
Водоём образовался естественным путём в 1952 году, в результате прорыва паводковых вод Зеравшана в Тудакульскую впадину. Водохранилище пущено в действие в 1968 году, в 1977 году — реконструировано.

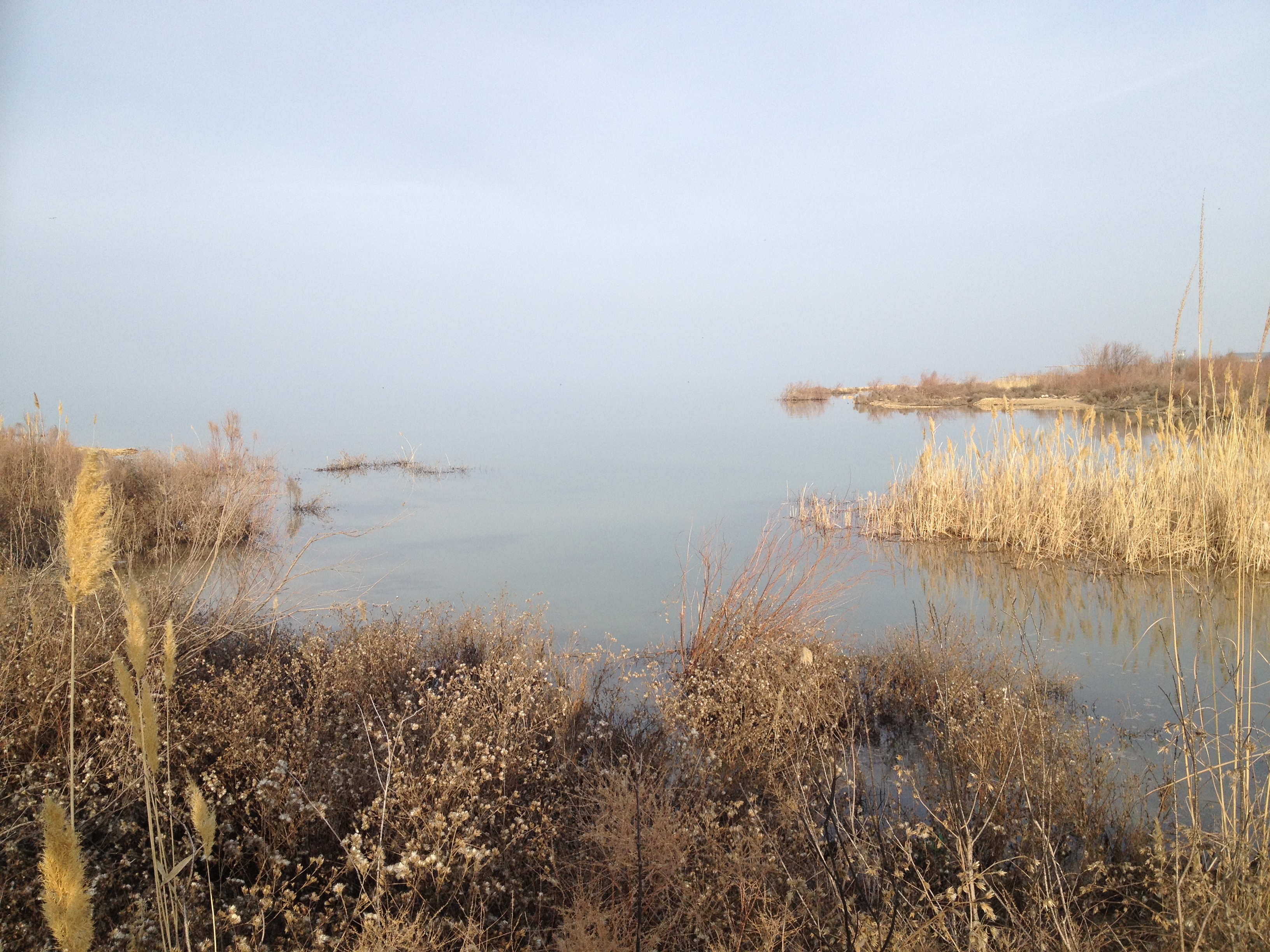
Прибрежные заросли Тудакуля

Площадь Тудакульского водохранилища равна 210 км², объём — 1,2 км³ (согласно другим данным, полный объём составляет 0,8 км³). Водоём имеет приблизительно треугольную форму со сглаженными углами. Средняя глубина (к началу XXI века) — 4,8 м. Высота плотины составляет 4 м, максимальная пропускная способность сооружения — 46,0 м³/с.

## Флора и фауна
Прибрежная флора представлена, в основном, гребенщиком и зарослями камыша.
Небольшие глубины и интенсивная прогреваемость солнцем обеспечили на Тудакуле бурное развитие водяной растительности, микроорганизмов и беспозвоночных животных. В озере многочисленны рыбы, типичные для Средней Азии: сазан, лещ, сом и другие виды.
На Тудакульском водохранилище встречаются включённые в Красную книгу Узбекистана орлан-белохвост и орлан-долгохвост, а также чомга, белоглазый нырок, красноносый нырок, хохлатая чернеть, большой крохаль, луток, болотный лунь, курганник, обыкновенная пустельга, озёрная чайка, лысуха, серый гусь, лебеди, пеликаны. Водоплавающих птиц в основном можно наблюдать на отдыхе во время сезонных миграций к югу. В прибрежных зарослях водится дрофа.
Из числа млекопитающих на побережье Тудакуля отмечались джейран, лисица, дикая кошка[уточнить], заяц-толай.
В 1960 году на базе водоёма был основан Тудакульский заказник площадью 30 тыс. га. В настоящее время охраняемых территорий на Тудакуле нет. Госкомприроды Узбекистана осуществил проект «Водохранилища Тудакуль и Куюмазар — новая территория Рамсар» для включения водоёма в Рамсарскую конвенцию о водно-болотных угодьях, имеющих международное значение в связи с местообитанием птиц.

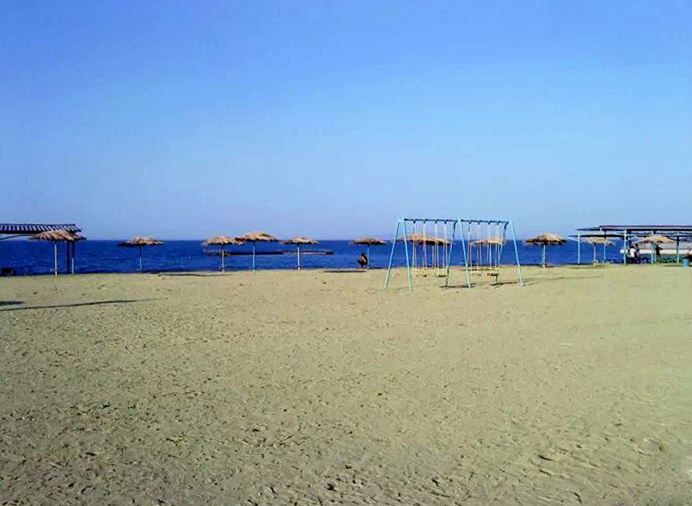
Зона отдыха на берегу Тудакуля

## Использование
На Тудакульском водохранилище ведётся рыболовный промысел. После приватизации рыбной отрасли в Узбекистане (2003 год) было создано совместное узбекско-американское предприятие «Аква-Тудакуль» с уставным фондом в 1230 тыс. долларов США, в ведение которого перешёл водоём. Предприятие занимается выращиванием и выловом рыбы, а также охраной Тудакуля. В 2006 году объём вылова составил 816 тонн рыбы (ранее в бассейне вылавливалось лишь 150—170 тонн). Рыбное хозяйство является одним из самых успешных в республике. Продукция, в основном, идёт на экспорт (в Россию, на Украину, в Казахстан, Турцию и др.). В 2010 году объём доходов предприятия составил более 300 млн сум (экспортный объём — 172,4 тыс. долл. США). В «Аква-Тудакуль» впервые применили выращивание сомов в отстойниках бассейнов.
На берегу водохранилища расположены туристическая пляжная зона «Silk Road family repost» и база отдыха Навоийского горно-металлургического комбината «Лазурная».
Водохранилище рассматривалось в 2018 году единственной, а в 2019—2020 годах — одним из двух площадок для строительства АЭС. В итоге, данный вопрос был решён в пользу второго кандидата — озера Тузкан.